# Осонс
Осонс (фр. Aussonce) насеље је и општина у североисточној Француској у региону Шампањ-Арден, у департману Ардени која припада префектури Ретел.
По подацима из 2011. године у општини је живело 191 становника, а густина насељености је износила 9,98 становника/km². Општина се простире на површини од 19,14 km². Налази се на средњој надморској висини од 86 метара.

## Демографија
| 1962. | 1968. | 1975. | 1982. | 1990. | 1999. | 2011. |
| ----- | ----- | ----- | ----- | ----- | ----- | ----- |
| 181   | 195   | 145   | 136   | 138   | 157   | 191   |

График промене броја становника у току последњих година